# Нусі-Бураха
Нусі-Бура́ха (малаг. Nosy Boraha), раніше відомий як острів Сент-Марі (фр. Île Sainte-Marie) — острів в Індійському океані біля північно-східного узбережжя Мадагаскару.
Входить до складу малагасійської провінції Туамасіна. Приблизна площа 176 км² У 2001 році населення острова становило 16 325.

## Географія
Острів Нусі-Бураха тягнеться на 60 км в довжину вздовж північно-східного узбережжя Мадагаскару, від якого його відділяє протока (близько 6 км). Ширина — близько 5 — 10 км. Уздовж частини узбережжя тягнеться кораловий риф .
Клімат — тропічний пасатний. Острів піддається впливу тропічних циклонів.
Острів характеризується багатою тропічною флорою. Сучасна фауна нагадує мадагаскарську. На суші живуть лемури, багато птахів і черепах. Горбаті кити розмножуються в протоці Нусі-Бурах.

## Історія
У 1506 році португальські моряки відкрили острів і назвали його Санта-Марія (порт. Santa Maria) на честь святої Марії. На той час на острові вже було малагасійське населення, і він був відомий арабським мандрівникам як острів Ібрагіма, звідки й пішла сучасна малагасійська назва «Нусі-Бураха».
На переломі XVII—XVIII ст., із занепадом піратства в Карибському морі, частина корсарів і піратів переселилася на острів Сент-Марі. Цьому сприяло те, що він знаходився неподалік від головного торгового шляху між Індією та Європою. Біля 1690 року Адам Болдрідж заснував на острові торговий пост. В наступні роки Болдрідж вже контролював внутрішній водний шлях від Мадагаскара до Сент-Марі, збудувавши фортецю, що захищала гавань біля поселення та його товарні склади. Після того, як він підпорядкував місцеві племена, вожді місцевих жителів були змушені платити Болдріджу за посередництво у врегулюванні суперечок між ворогуючими племенами. 
Поселення Болдріджа стало популярним притулком серед піратів, які могли тут придбати необхідні товари і припаси. У 1690-1725 роках острів був прихистком для кількох сотен піратів, переважно французьких та британських. Формально островом правили королі Занамалат, які також володіли частиною узбережжя Мадагаскару. Традиційно вони підтримували Францію.
У 1754 році королева Бетті одружилася з французьким шукачем пригод, якому віддала острів у посаг. Він передав його Франції. У кінці XIX ст французи використовували Сен-Марі як одну з військових баз для завоювання Мадагаскару.
У 1958 році острів був оголошений частиною незалежного Мадагаскару.

## Економіка
Основними галузями економіки є сільське господарство (вирощування ванілі, кави та ефірних олій), рибальство та судноплавство. В останні десятиліття важливу роль відіграє туризм.

## Особливості культури
Близько двох третин населення острова все ще є нащадками європейців і малагасійців. Для них характерне володіння французькою та малагасійською мовами, поєднання європейських і малагасійських традицій у повсякденній культурі. Так, як і решта малагасійців, вони поклоняються культу своїх предків, ведуть традиційне селянське господарство, але організовують європейські свята, проводять карнавали та бої биків. Багато вихідців мають громадянство Мадагаскару та Франції одночасно.

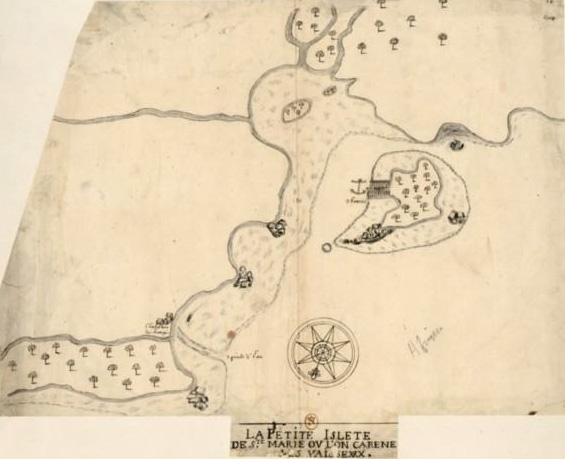
Карта острова XVII ст.
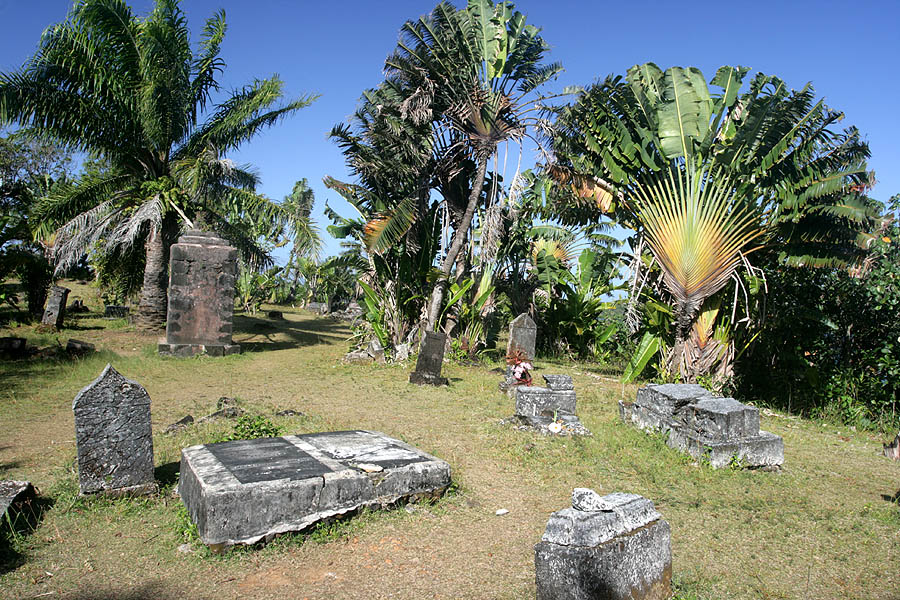
Так званий "Піратський цвинтар". Насправді ці могили не мають до піратів жодного стосунку.